# Иванча (Молдова)
Иванча (рум. Ivancea) — село в Оргеевском районе Молдавии. Является административным центром коммуны Иванча, включающей также сёла Бранешты и Фурчены.

## География
Иванча расположена примерно в 35 км от Кишинёва на высоте 149 метров над уровнем моря.

## Население
По данным переписи населения 2004 года, в селе Иванча проживает 2138 человек (1023 мужчины, 1115 женщин).
Этнический состав села:
| Национальность | Число жителей | Процентный состав |
| -------------- | ------------- | ----------------- |
| молдаване      | 1052          | 49,2              |
| украинцы       | 932           | 43,59             |
| русские        | 94            | 4,4               |
| румыны         | 27            | 1,26              |
| гагаузы        | 11            | 0,51              |
| поляки         | 2             | 0,09              |
| евреи          | 2             | 0,09              |
| прочие         | 18            | 0,84              |
| Всего          | 2138          | 100 %             |

## Достопримечательности

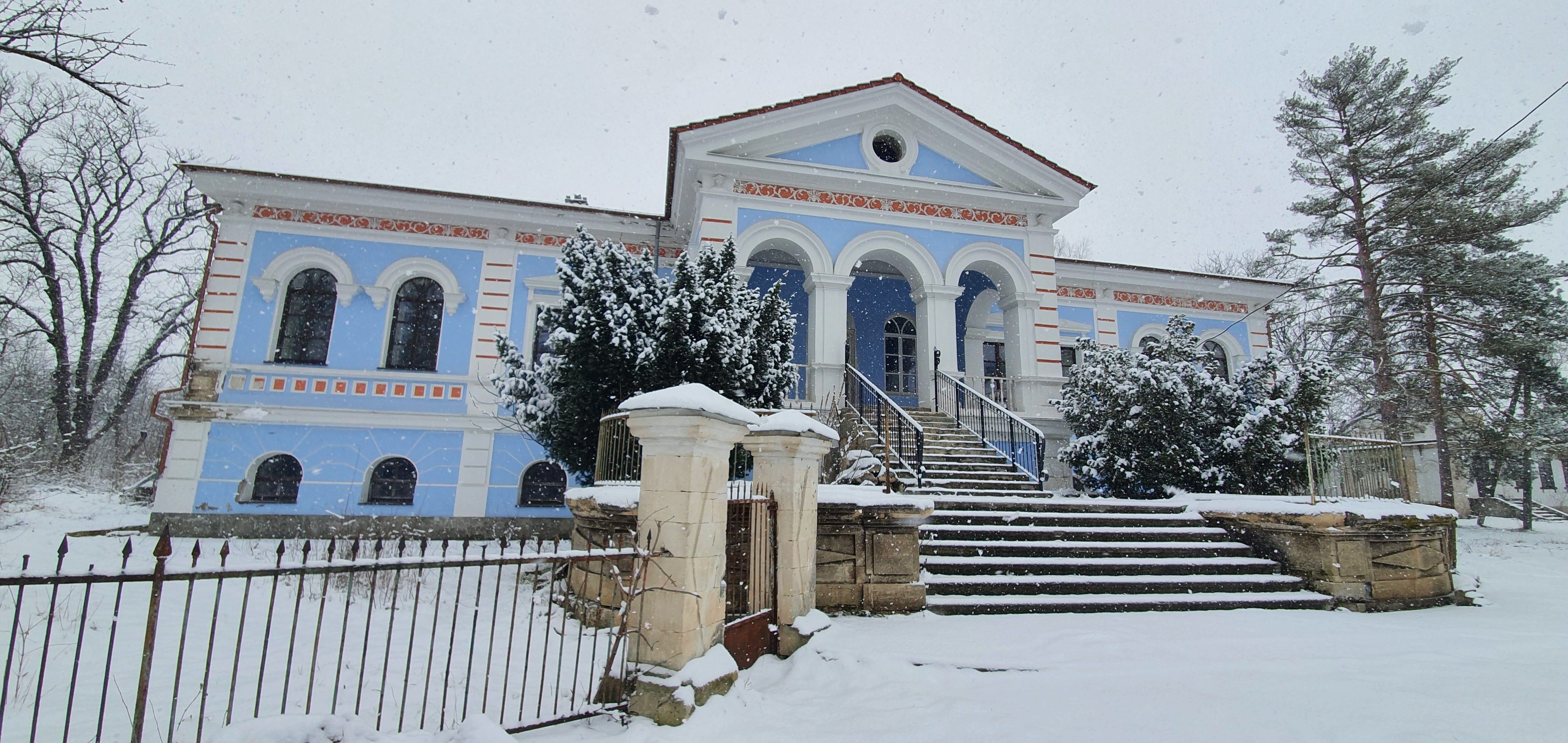
Усадьба Карпа Балиоза

- В усадьбе боярина Карпа Балиоза с 1984 года действует «Музей народных промыслов». Усадьба была построена в 1852—1873 гг. и окружена парком. В настоящее время в музее организовано несколько постоянных выставок, посвящённых традиционным молдавским промыслам. В одном из залов представлены остатки красной и чёрной керамики в виде посуды различных форм и игрушек. В другой экспозиции показаны способы художественной обработки камня для создания каменных колонн, цветов, каминов. Один из залов посвящён традиционному костюму. В музее есть и коллекция музыкальных инструментов.